# Казарма 206 км
Каза́рма 206 км (рос. Казарма 206 км) — хутір у складі Кувандицького міського округу Оренбурзької області, Росія.

## Населення
Населення — 29 осіб (2010; 22 у 2002).
Національний склад (станом на 2002 рік):
- башкири — 45 %
- росіяни — 45 %